# Капальдо, Николас
Николас Капальдо Тобоас (исп. Nicolás Capaldo Toboas; родился 14 сентября 1998, Санта-Роса) — аргентинский футболист, полузащитник немецкого клуба «Гамбург».

## Биография
Капальдо — воспитанник клуба «Бока Хуниорс». 25 февраля 2019 года в матче против «Дефенса и Хустисия» он дебютировал в аргентинской Примере. В 2020 году Капальдо помог клубу выиграть чемпионат.

## Достижения
«Бока Хуниорс»
- Победитель чемпионата Аргентины — 2019/20